# Komorniki (Skarżysko-Kamienna)
Komorniki – część miasta Skarżyska-Kamiennej, usytuowana na północy miasta.
Administracyjnie wchodzi w skład osiedla Pogorzałe. Jest to niewielkie skupisko osadnicze wzdłuż ulicy Warszawskiej na wysokości ulicy Nizinnej.